# Theogonia
Theogonia è il nono album in studio del gruppo musicale Rotting Christ, pubblicato il 2007 dalla Season of Mist. 

## Tracce
1. "Χάος Γένετο (The Sign of Prime Creation)" – 3:20
2. "Keravnos Kivernitos" – 4:41
3. "Nemecic" – 4:16
4. "Enuma Elish" – 4:39
5. "Phobos' Synagogue" – 4:31
6. "Gaia Tellus" – 4:39
7. "Rege Diabolicus" – 2:52
8. "He, the Aethyr" – 4:34
9. "Helios Hyperion" – 3:50
10. "Threnody" – 5:19

## Formazione
- Sakis “Necromayhem” Tolis - voce, chitarra, tastiera, testi
- Andreas Lagios - basso
- Themis Tolis - batteria